# Gasteria ellaphieae
Gasteria ellaphieae ist eine Pflanzenart der Gattung Gasteria in der Unterfamilie der Affodillgewächse (Asphodeloideae).

## Beschreibung

### Vegetative Merkmale
Gasteria ellaphieae wächst stammlos, ist niederliegend bis aufrecht und erreicht bei einem Durchmesser von 5 bis 16 Zentimetern eine Höhe von 1,5 bis 4 Zentimeter. Sie ist einzeln oder sprosst von der Basis aus und bildet dann kleine Gruppen. Die dreieckig-lanzettlichen und sichelförmigen Laubblätter sind anfangs zweizeilig an den Trieben angeordnet und bilden später eine Rosette. Die inneren Blätter sind aufrecht ausgebreitet, die äußeren zurückgebogen. Die dunkelgrüne Blattspreite ist 2 bis 5 Zentimeter lang und 1 bis 2 Zentimeter breit. Sie ist mit dichten, weißen Warzen bedeckt, die in unregelmäßigen diagonalen Streifen angeordnet sind. Die Unterseite ist asymmetrisch gekielt. Die Epidermis ist warzig. Der Blattrand ist warzig-gezähnelt. Die Blattspitze ist spitz oder zugespitzt und trägt ein aufgesetztes Spitzchen. Junge Blätter sind zweizeilig, bandförmig, anfangs aufsteigend und später spreizend oder zurückgebogen.

### Blütenstände und Blüten
Der Blütenstand ist eine aufrecht ausgebreitete Rispe und erreicht eine Länge von 25 bis 40 Zentimeter. Er ist nicht verzweigt oder im oberen Drittel verzweigt. Die rötlich rosafarbene Blütenhülle ist 22 bis 25 Millimeter lang. Ihr bauchiger Teil ist schmal ellipsoid, weist einen Durchmesser von 7,5 Millimeter auf und erstreckt sich über etwas mehr als die Hälfte der Länge der Blütenhülle. Oberhalb ist sie zu einer Röhre mit einem Durchmesser von 4,5 Millimeter eingeschnürt. Der Griffel ragt nicht aus der Blütenhülle heraus.
Die Blütezeit reicht vom Frühsommer bis in den Hochsommer.

### Früchte und Samen
Die Früchte sind 12 bis 15 Millimeter lang und 5 bis 6 Millimeter breit. Sie enthalten 3 Millimeter lange und 2 Millimeter breite Samen.

## Systematik und Verbreitung
Gasteria ellaphieae ist in der südafrikanischen Provinz Ostkap in subtropischen Dickichten in Felsspalten verbreitet.
Die Erstbeschreibung durch Ernst Jacobus van Jaarsveld wurde 1991 veröffentlicht.

## Nachweise